# Linnahall

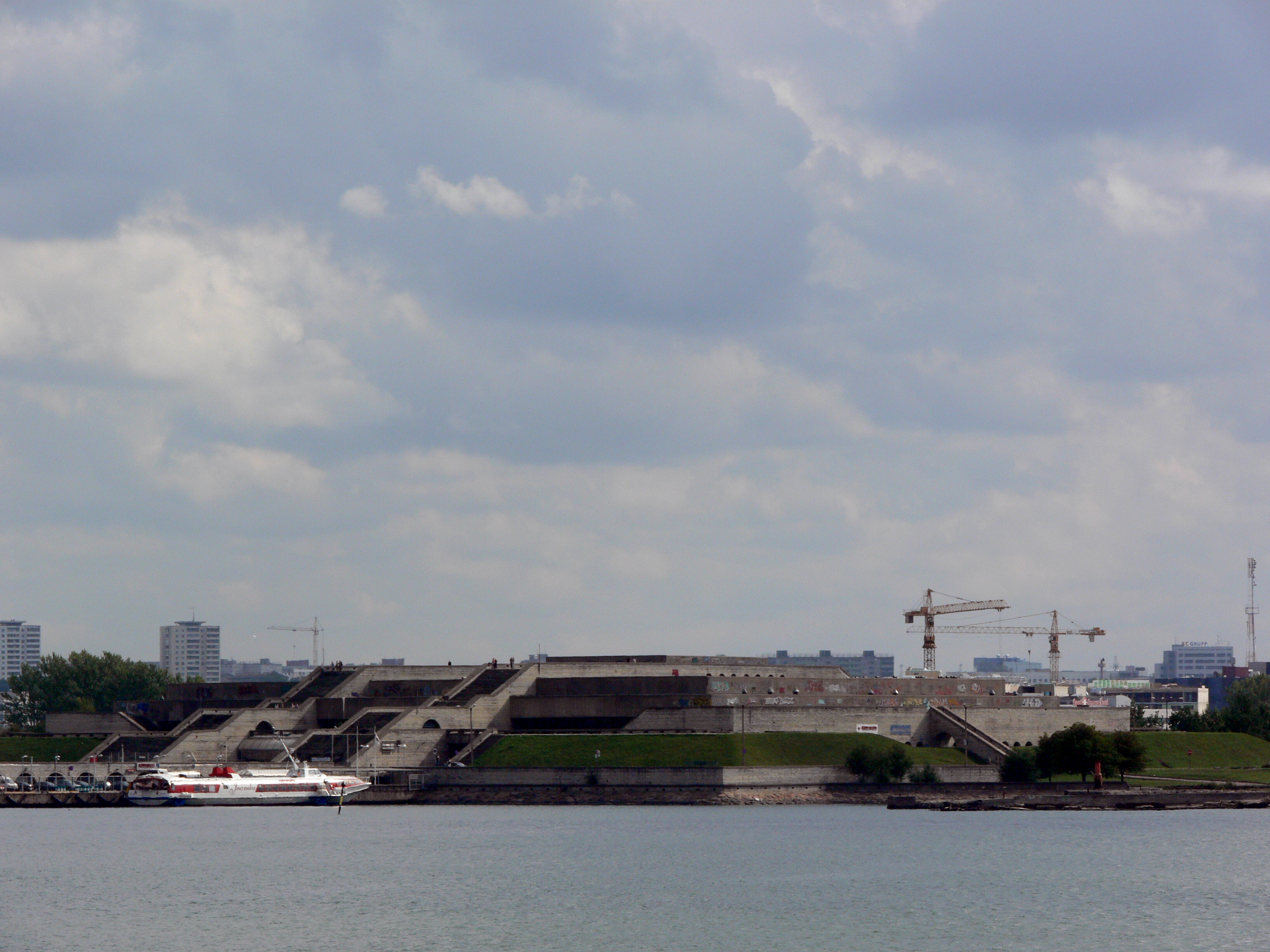
Die Linnahall in Tallinn. Blick von der Tallinner Bucht (Aufnahme von 2006)

Die Tallinna Linnahall (deutsch: „Tallinner Stadthalle“, früher W.-I.-Lenin-Palast für Kultur und Sport) ist eine Multifunktionshalle in der estnischen Hauptstadt Tallinn. Sie war bis zur Einweihung der Saku Suurhall im November 2001 die größte Mehrzweckhalle Estlands.

## Geschichte
Die Linnahall wurde zu den Olympischen Sommerspielen 1980 als W.-I.-Lenin-Palast für Kultur und Sport fertiggestellt. Die Spiele fanden in Moskau, die Segelwettbewerbe in Tallinn statt.

Das Gebäude wurde seit 1980 als Mehrzweckhalle für Kultur- und Sportveranstaltungen genutzt. Neben dem großen Saal (5000 Sitzplätze) umfasste sie eine Eissporthalle und verschiedene Cafés. Im 6000 m² großen Foyer des Konzertsaals fanden regelmäßig Ausstellungen statt.

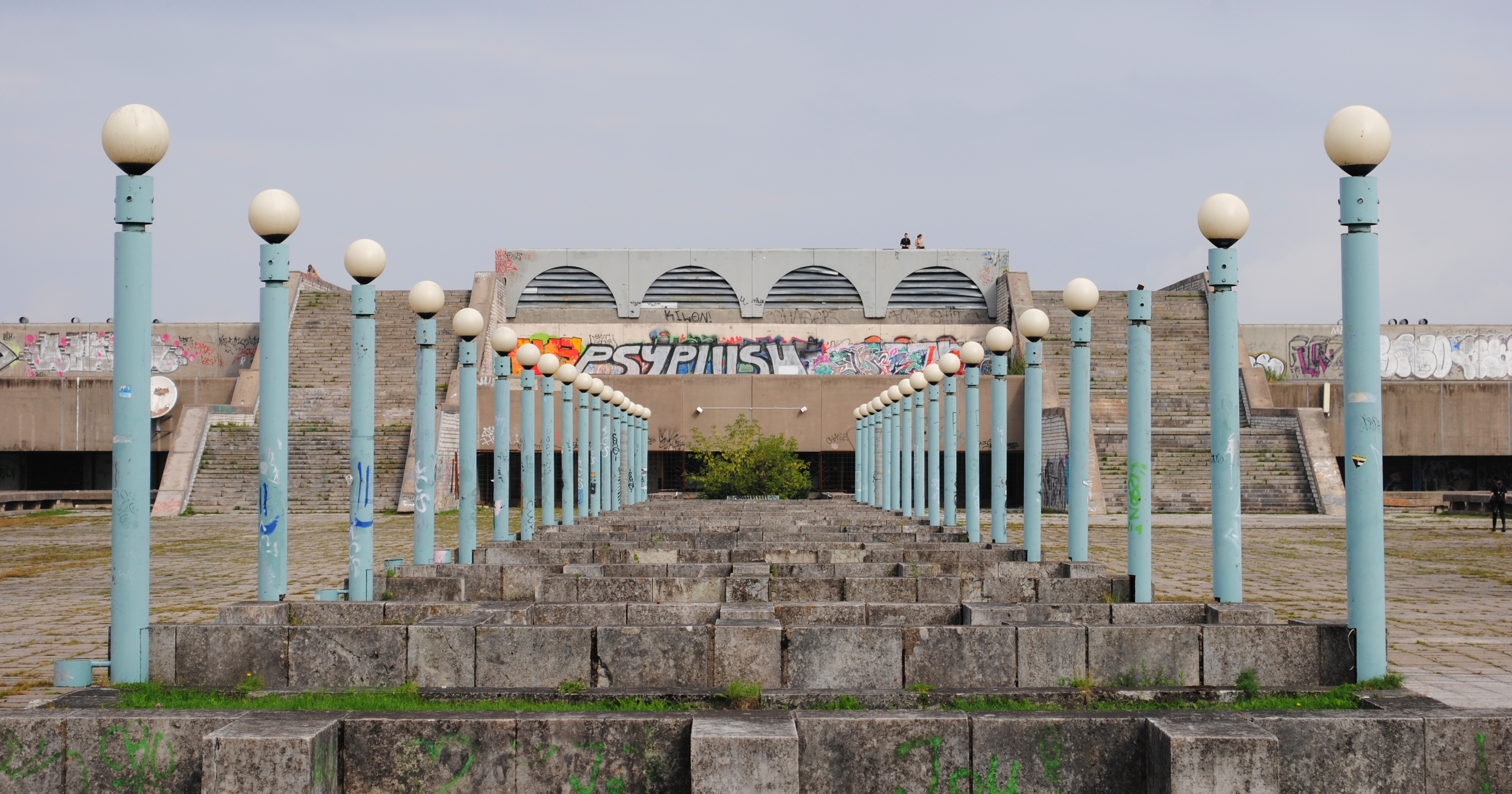
Blick von der Promenade auf die Linnahall

Die Halle ist ein Entwurf der estnischen Architekten Raine Karp und Riina Altmäe. Beide standen vor der schwierigen Aufgabe, den Blick auf die Tallinner Altstadt von der Meeresseite aus zu erhalten sowie die zum Hafen führende Eisenbahnlinie nicht zu unterbrechen.
Über den Erhalt des gigantischen Architekturdenkmals bzw. den Umbau zu einem Konferenzzentrum wird heute in Estland lebhaft gestritten. Der Bau ist derzeit zunehmend dem Verfall preisgegeben. Dennoch ist die Linnahall sowohl bei Einheimischen als auch Touristen als Treffpunkt beliebt, da man von ihrem Dach aus einen Ausblick auf die Ostsee und die Stadt hat.

Seit seiner Gründung im Jahr 2002 bis zur Auflösung 2009 trug der Eishockeyclub Tallinn Stars seine Heimspiele in der Halle aus.